# 所子村
所子村（ところごそん）は、鳥取県西伯郡にあった村。現在の西伯郡大山町の一部にあたる。

## 地理
阿弥陀川の下流域に位置していた。
- 海洋：日本海[3]
- 河川：江東川[4]

## 歴史
- 1889年（明治22年）10月1日、町村制の施行により、汗入郡所子村、末長村、末吉村、国信村、福尾村、上野村、唐王村、平木村、神原村、中高村、野田村、清原村が合併して村制施行し、所子村が発足[1][2]。旧村名を継承した所子、末長、末吉、国信、福尾、上野、唐王、平木、神原、中高、野田、清原の12大字を編成[2]。村役場を大字所子に設置[2]。
- 1896年（明治29年）4月1日、郡の統合により西伯郡に所属[2]。
- 1898年（明治31年）大字中高で大火が発生し27戸焼失[5]。
- 1918年（大正7年）所子郵便局開設[2]。1952年（昭和27年）大字国信に移転[6]。
- 1934年（昭和9年）阿弥陀川、江東川の氾濫で大きな被害を受けた[7]。
- 1939年（昭和14年）明治乳業所子工場開設[2]。
- 1941年（昭和16年）村役場を大字国信の大山口集落に移転[2]。大字中高で大火が発生し41戸焼失[5]。
- 1955年（昭和30年）9月1日、西伯郡高麗村（一部）と合併し、町制施行し大山町を新設して廃止された[1][2]。合併後、大山町大字所子・末長・末吉・国信・福尾・上野・唐王・平木・神原・中高・野田・清原となる[2]。

## 産業
- 農業
- 産物：米、葉煙草[6][8]

## 交通
- 1926年（大正15年）鉄道省山陰線（現山陰本線）大山口駅を大字国信に開設[2]。

## 教育
- 1907年（明治40年）精華尋常高等小学校開設[2]。1947年（昭和22年）所子小学校に改称[2]。